# Ростунов, Владимир Фёдорович
Владимир Фёдорович Ростунов (10 апреля 1922, Богородское, Нижегородская губерния — 21 декабря 2000) — советский, российский инженер, лауреат Ленинской премии (1974).

## Биография
Родился в Богородском Нижегородской губернии (ныне — Богородск Нижегородской области).
Летом 1939 году поступил в Московский химико-технологический институт им.Д.И.Менделеева, а осенью 1939 года по новому закону о всеобщей воинской обязанности был призван на службу в ряды РККА.
Окончил Артиллерийскую академию РККА имени Ф. Э. Дзержинского, Горьковский индустриальный институт.
С июля 1941 года воевал на фронтах Великой Отечественной войны: в коммунистическом батальоне (Западный фронт), с 26 марта 1942 — добровольцем в рядах Красной армии. В 1945 году — капитан, помощник начальника управления артснабжения 2-го Украинского фронта.
Работал на заводе «Капролактам» в г. Дзержинске, главным инженером на Редкинском опытном заводе (с 1950). С 1965 года — в Министерстве химической промышленности СССР, начальник Управления науки и техники (1973—1987). С 1987 года до конца жизни — вице-президент Всесоюзного (Российского) химического общества им. Д. И. Менделеева.
Участвовал в создании производственных предприятий по получению новых химических продуктов в Навои, Волгограде, Чебоксарах, Дзержинске.

## Награды
- Медаль «За отвагу» (21.9.1944)[7]
- Медаль «За боевые заслуги» (22.2.1945)[8]
- Орден Красной Звезды (7.6.1945)[6]
- два ордена «Знак Почёта»
- Ленинская премия (1974) — за создание советского V-газа.
- Орден Отечественной войны I степени (6.4.1985)[1]